# 二宮町民運動場
二宮町民運動場（にのみやちょうみんうんどうじょう）は、神奈川県中郡二宮町が所有する多目的スタジアムで、サッカー、野球、陸上競技などに使用できる。

## 解説
野球場としては2面の使用が可能だが、原則として硬式野球は不可。ただし、施設自体は対応しているので、硬式野球においても使用される場合はある。フィールドは全面がクレーで、サッカー開催を主眼において設計されたため、長方形のグラウンド形状となっている。スタンドはバックスタンドとサイドスタンドのみで、メイン側から見て右側にのみ設置されている。また、バックスタンドと比較して、サイドスタンドの方が高さと角度がある。神奈川県少年サッカー選手権大会などが開催されている。

## 歴史
二宮町を代表する本格的スポーツ施設として開設された。

## 施設概要
フィールドは全面クレーである。
- 内野:クレー、外野:クレー
- サッカー:1面、野球:1面（軟式2面）
- 収容人数　1000人（全席芝生席）
- 照明設備

## 交通アクセス
- JR二宮駅よりバスで釜野橋下車徒歩10分